# 塔恩河畔维亚拉
塔恩河畔维亚拉（法語：Viala-du-Tarn，法語發音：[vjala dy taʁn]）是法国阿韦龙省的一个市镇，属于米约区。

## 地理
塔恩河畔维亚拉（44°4'19"N, 2°52'39"E）面积38.56 平方千米，位于法国奧克西塔尼大區阿韦龙省，该省份为法国南部内陆省份，位于法國中央高原南部，北起顺时针与康塔爾省、洛泽尔省、加尔省、埃罗省、塔恩省、塔恩-加龙省和洛特省接壤。
与塔恩河畔维亚拉接壤的市镇（或旧市镇、城区）包括：艾塞讷、蒙若、塔恩河畔圣罗姆、圣维克托和梅尔维约、萨勒屈朗。

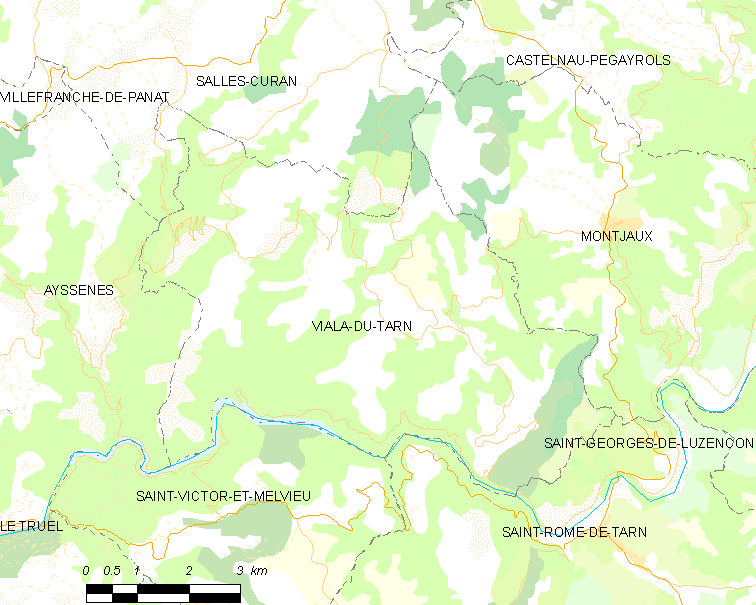
塔恩河畔维亚拉的OSM定位图

塔恩河畔维亚拉的时区为UTC+01:00、UTC+02:00（夏令时）。

## 行政
塔恩河畔维亚拉的邮政编码为12490，INSEE市镇编码为12296。

## 政治
塔恩河畔维亚拉所属的省级选区为塔恩-科斯县。

## 人口

1962-2008年间塔恩河畔维亚拉人口变化图示

塔恩河畔维亚拉于2022年1月1日时的人口数量为527人。